# FC Khatlon
El FC Khatlon es un club de fútbol de Tayikistán que participa en la Liga de fútbol de Tayikistán, la liga de fútbol más importante del país.
Fue fundado en 1960 en la ciudad de Qurghonteppa, que durante las épocas de la Unión Soviética era la base del CSKA Pomir Dushanbe.
Entre 1966 a 1984, el equipo jugó con el nombre de Pakhtakor Qurghonteppa, el cual cambió a Vakhsh Qurghonteppa en 1986. En febrero de 2018, el gobierno local de Bojtar (anteriormente conocido como Qurghonteppa) se hizo cargo del Vakhsh debido a dificultades financieras y el club pasó a llamarse FC Khatlon.

## Palmarés
- Liga de fútbol de Tayikistán: 3

1997, 2005, 2009
- Tajik Cup: 2

1997, 2003
- President's Cup
  - Subcampeón: 2006
- SSR Tajik League: 2

1961, 1985
- SSR Tajikistan Cup: 1

1965

## Participación en competiciones de la AFC
- Liga de Campeones de la AFC: 1 aparición

1999: Segunda ronda
- President's Cup: 2 apariciones

2006: Finalista
2010: Semifinalista
- Cup Winners Cup: 1 aparición

1997/98: Primera ronda